# Człowiek z blizną (film 1932)
Człowiek z blizną (ang. Scarface) – amerykański film gangsterski z 1932 roku w reżyserii Howarda Hawksa. Zdjęcia kręcono w Los Angeles.
Ze względu na wysoką wartość artystyczną uważany za jeden z najważniejszych w historii gatunku. Uchodzi również za najbardziej prowokujący film wyprodukowany przed wprowadzeniem kodeksu Haysa.

## Opis
Film realizuje jeden z podstawowych schematów fabularnych kina gangsterskiego – przedstawienie kariery i upadku gangstera. Opowiada o losach młodego przestępcy wywodzącego się z włoskiej dzielnicy, Tony’ego Camonte. Bezwzględny bohater walczy o zdobycie bogactwa i wpływów w chicagowskich strukturach gangsterskich, aż do przejęcia kontroli nad miastem.
Film poprzedzony był prologiem wykonanym przez komisarza nowojorskiej policji, Edwarda Mulrooneya, zapewniającego widzów, że Człowiek z blizną ma na celu wzmocnienie u odbiorców szacunku dla przestrzegania prawa; twórcy zdecydowali się na to rozwiązanie w celu uspokojenia cenzury, niechętnej ówczesnej popularności kina gangsterskiego.

## Obsada
- Paul Muni jako Antonio „Tony” Camonte
- Ann Dvorak jako Francesca „Cesca” Camonte
- Karen Morley jako Poppy
- Osgood Perkins jako John „Johnny” Lovo
- C. Henry Gordon jako inspektor Ben Guarino
- George Raft jako Guino Rinaldo
- Vince Barnett jako Angelo
- Boris Karloff jako Gaffney